# Réquista

Réquista este o comună în departamentul Aveyron din sudul Franței. În 1 ianuarie 2022 avea o populație de 1.940 de locuitori.